# پاتریشیا گوتیرز (بازیکن فوتبال)
پاتریشیا گوتیرز (انگلیسی: Patricia Gutiérrez؛ زادهٔ ۲۶ اکتبر ۱۹۹۵) بازیکن فوتبال اهل مکزیک است.